# Arabinosa
L'Arabinosa és una aldopentosa – un monosacàrid que conté cinc àtoms de carboni i que inclou un grup funcional aldehid.
L'arabinosa rep el seu nom de la goma aràbiga, d'on va ser primer aïllada. És un component d'alguns medi de cultiu per a certs bacteris.
Per motius biosintètics, la majoria dels sacàrida abunden en la natura en la forma "D", o anàlegs estructuralment aD-gliceraldehid. Tanmateix, L-arabinosa és de fet més comuna que D-arabinosa a la natura i es troba en biopolímers com l'hemicel·lulosa i la pectina. La L-arabinosa operon és un operon molt important en biologia molecular i bioenginyeria.
Un mètode clàssic per la síntesi orgànica d'arabinosa des de la glucosa és la degradació de Wohl.